# Anatole Fistoulari
Anatole Fistoulari (ros. Анатолий Григорьевич Фистулари, Anatolij Grigorjewicz Fistulari; ur. 7 sierpnia?/20 sierpnia 1907 w Kijowie, zm. 21 sierpnia 1995 w Londynie) – brytyjski dyrygent pochodzenia rosyjskiego.

## Życiorys
Początkowo uczył się u ojca, Grigorija Fistulariego, dyrygenta operowego. Był cudownym dzieckiem, w wieku 7 lat dyrygował w Kijowie wykonaniem VI Symfonii Piotra Czajkowskiego. W wieku 12 lat odbył swoje pierwsze tournée po Europie. W 1931 roku dzięki poparciu Fiodora Szalapina został dyrygentem Grand-Opéra Russe w Paryżu, w 1933 roku objął natomiast kierownictwo Ballets Russes w Monte Carlo. W 1937 roku odbył tournée po Stanach Zjednoczonych. Po wybuchu w 1939 roku II wojny światowej służył we francuskiej armii, po klęsce Francji w 1940 roku uciekł do Londynu. W 1942 roku gościnnie dyrygował London Symphony Orchestra, a od 1943 do 1944 roku był pierwszym dyrygentem London Philharmonic Orchestra. W 1946 roku założył własną London International Orchestra. W 1948 roku otrzymał brytyjskie obywatelstwo. W 1956 roku koncertował w ZSRR. W okresie powojennym dokonał licznych nagrań płytowych.
W 1942 roku poślubił Annę Mahler, córkę Gustava Mahlera. Małżeństwo zakończyło się rozwodem w 1956 roku.